# Guy-Concordia (metrostation)
Guy-Concordia is een metrostation in het arrondissement Ville-Marie van de Canadese stad Montréal, in de provincie Québec. Het station werd geopend op 14 oktober 1966 en wordt bediend door de groene lijn van de metro van Montréal. In 2019 gebruikten 10.205.552 vertrekkende reizigers het station.